# アダムス山
アダムス山（アダムスさん、英語: Mt. Adams）とは、北アメリカ大陸の東部に存在する山の1つである。なお、行政区分ではアメリカ合衆国のニューハンプシャー州に属する。

## 概要
アダムス山は、おおよそ北緯44度19分、西経71度17分付近に位置する。アダムス山の山頂の標高は、1766mである。この山の「アダムス」という名称は、アメリカ合衆国の第2代大統領であったジョン・アダムス（John Adams）にちなんで、1820年7月31日に命名された。

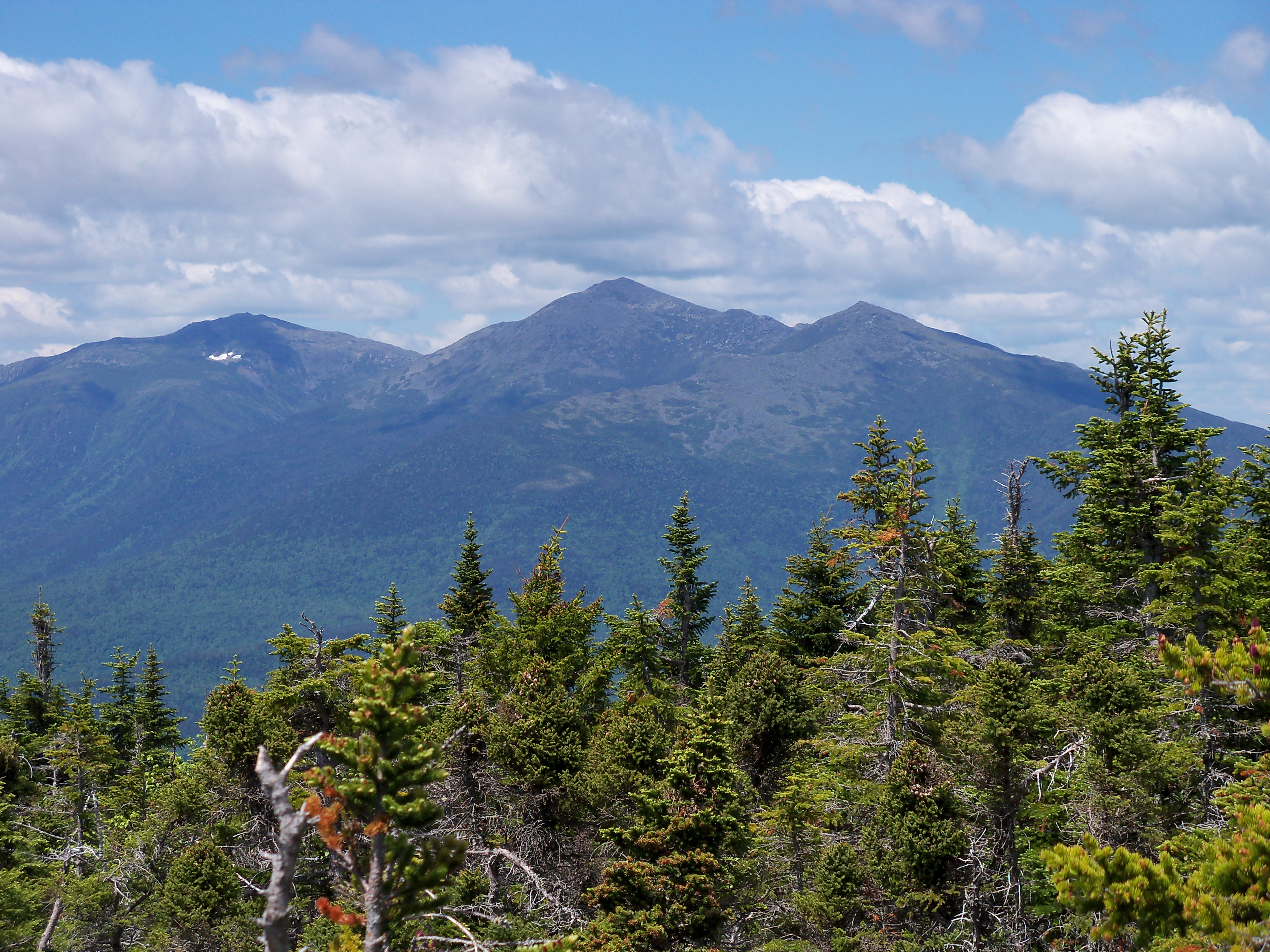
Mt. Jefferson (左)
Mt. Adams (中央)
Mt. Madison (左) を東北東から望む。

## 似た名称の山々
アダムス山付近には似た名称を持つ山が幾つか存在している。
なお、既述のアダムス山と以下の山々の周辺は、比較的盛んに登山が行われている場所である。
サムアダムス山
サムアダムス山（Mt. Sam Adams）は、ジョン・アダムス（John Adams）のいとこのサミュエル・アダムス（Samuel Adams）にちなんで命名された山で、その山頂の標高は約1673mとされている。なお、サミュエル・アダムスは、アメリカ合衆国独立戦争の指導者であった人物である。
アビゲイルアダムス山
アビゲイルアダムス山（Mt. Abigail Adams）は、ジョン・アダムス（John Adams）の妻のアビゲイル・アダムス（Abigail Adams）にちなんで命名された山で、その山頂の標高は1630mである。なお、この山はサムアダムス山のそばに存在していて、単に「アダムス4（Adams 4）」と呼ばれることもある。
クインシーアダムス山
クインシーアダムス山（Mt. Quincy Adams）は、ジョン・アダムスとアビゲイル・アダムスとの間にできた息子のジョン・クインシー・アダムス（John Quincy Adams）にちなんで命名された山で、その山頂の標高は1644mである。ジョン・クインシー・アダムスは、アメリカ合衆国の第6代大統領であった人物である。なお、この山のそばには標高1605mの頂を持つ山が存在していて、この山は「アダムス5（Adams 5）」と呼ばれている。